# Campeonato Europeu de Atletismo em Pista Coberta de 1980
O 11º Campeonato Europeu de Atletismo em Pista Coberta foi realizado em Sindelfingen, na Alemanha Ocidental, nos dias 1 e 2 de março de 1980. As competições repartiram-se por 19 eventos (11 no programa masculino e 8 no feminino).
Esta edição foi boicotada pela Alemanha Oriental. A polaca Zofia Bielczyk bateu o recorde mundial dos 60 metros barreiras, ao fazer a marca de 7.77s.

## Medalhistas
Masculino
| Evento               | Ouro                   | Ouro        | Prata                 | Prata  | Bronze                   | Bronze |
| 60 m                 | POL Marian Woronin     | 6.62        | FRG Christian Haas    | 6.62   | URS Aleksandr Aksinin    | 6.63   |
| 400 m                | URS Nikolay Chernetsky | 46.29       | TCH Karel Kolář       | 46.55  | URS Remigijus Valiulis   | 46.75  |
| 800 m                | FRA Roger Milhau       | 1:50.2      | HUN András Paróczai   | 1:50.3 | FRG Herbert Wursthorn    | 1:50.4 |
| 1500 m               | FRG Thomas Wessinghage | 3:37.6 (CR) | IRL Ray Flynn         | 3:38.5 | SUI Pierre Délèze        | 3:38.9 |
| 3000 m               | FRG Karl Fleschen      | 7:57.5      | NED Klaas Lok         | 7:57.9 | FRG Hans-Jürgen Orthmann | 7:59.9 |
| 60 m barreiras       | URS Yuriy Chervanyev   | 7.54 (CR)   | POL Romuald Giegiel   | 7.73   | ESP Javier Moracho       | 7.75   |
| salto em altura      | FRG Dietmar Mögenburg  | 2,31        | POL Jacek Wszoła      | 2,29   | ROM Adrian Proteasa      | 2,29   |
| salto com vara       | URS Konstantin Volkov  | 5,60 (CR)   | URS Vladimir Polyakov | 5,60   | FRA Patrick Abada        | 5,55   |
| salto em comprimento | FRG Winfried Klepsch   | 7,98        | YUG Nenad Stekić      | 7,91   | POL Stanisław Jaskułka   | 7,85   |
| triplo salto         | HUN Béla Bakosi        | 16,86       | URS Jaak Uudmäe       | 16,51  | URS Gennadiy Kovtunov    | 16,45  |
| lançamento do peso   | YUG Zlatan Saracevic   | 20,43       | TCH Jaromír Vlk       | 20,19  | YUG Ivan Ivančić         | 19,48  |

Feminino
| Evento               | Ouro                   | Ouro        | Prata                     | Prata  | Bronze                   | Bronze |
| 60 m                 | BUL Sofka Popova       | 7.11        | SWE Linda Haglund         | 7.14   | URS Lyudmila Kondratyeva | 7.15   |
| 400 m                | FRG Elke Decker        | 52.28       | AUT Karoline Käfer        | 52.70  | URS Tatyana Goyshchik    | 52.71  |
| 800 m                | POL Jolanta Januchta   | 2:00.6 (CR) | BEL Anne-Marie Van Nuffel | 2:00.9 | GBR Liz Barnes           | 2:01.5 |
| 1500 m               | URS Tamara Koba        | 4:12.5      | POL Anna Bukis            | 4:13.1 | IRL Mary Purcell         | 4:07.4 |
| 60 m barreiras       | POL Zofia Bielczyk     | 7.77 (WR)   | POL Grażyna Rabsztyn      | 7.89   | URS Natalya Lebedeva     | 8.04   |
| salto em altura      | ITA Sara Simeoni       | 1,95 (CR)   | HUN Andrea Mátay          | 1,93   | POL Urszula Kielan       | 1,93   |
| salto em comprimento | POL Anna Włodarczyk    | 6,74 (CR)   | FRG Anke Weigt            | 6,68   | FRG Sabine Everts        | 6,54   |
| lançamento do peso   | TCH Helena Fibingerová | 19,92       | FRG Eva Wilms             | 19,66  | FRG Beatrix Philipp      | 17,59  |

(WR) = Recorde mundial (CR) = Recorde dos campeonatos

## Quadro de medalhas
| Ordem | País               | Medalha de ouro | Medalha de prata | Medalha de bronze | Total |
| ----- | ------------------ | --------------- | ---------------- | ----------------- | ----- |
| 1     | Alemanha Ocidental | 5               | 3                | 4                 | 12    |
| 2     | Polónia            | 4               | 4                | 2                 | 10    |
| 3     | União Soviética    | 4               | 2                | 6                 | 12    |
| 4     | Tchecoslováquia    | 1               | 2                | 0                 | 3     |
| 4     | Hungria            | 1               | 2                | 0                 | 3     |
| 6     | Iugoslávia         | 1               | 1                | 1                 | 3     |
| 7     | França             | 1               | 0                | 1                 | 2     |
| 8     | Bulgária           | 1               | 0                | 0                 | 1     |
| 8     | Itália             | 1               | 0                | 0                 | 1     |
| 10    | Irlanda            | 0               | 1                | 1                 | 2     |
| 11    | Áustria            | 0               | 1                | 0                 | 2     |
| 11    | Bélgica            | 0               | 1                | 0                 | 2     |
| 11    | Países Baixos      | 0               | 1                | 0                 | 2     |
| 11    | Suécia             | 0               | 1                | 0                 | 2     |
| 15    | Roménia            | 0               | 0                | 1                 | 1     |
| 15    | Espanha            | 0               | 0                | 1                 | 1     |
| 15    | Suíça              | 0               | 0                | 1                 | 1     |
| 15    | Reino Unido        | 0               | 0                | 1                 | 1     |